# Rehbach
Rehbach er en flod i  den tyske delstat Rheinland-Pfalz og er én af Rhinens bifloder fra venstre med en længde på 25 km. Floden har ikke et egentligt udspring, men bliver dannet i byen Neustadt an der Weinstraße, hvor floden Speyerbach deler sig, og 1/3 af vandet danner Rehbach . Floden løber nordøstover gennem Haßloch, Böhl-Iggelheim, Schifferstadt, Limburgerhof og Neuhofen, før den mellem Altrip og Ludwigshafen munder ud i Rhinen. 
49°26′47″N 8°26′41″Ø / 49.4464°N 8.4447°Ø